# Lahouaza
Lahouaza (franska: Lahouaza (CR), Lahouaza (Commune Rurale), arabiska: اخميسات الشاوية) är en kommun i Marocko.   Den ligger i provinsen Settat och regionen Casablanca-Settat, i den norra delen av landet, 140 km sydväst om huvudstaden Rabat. Antalet invånare är 7 202.